# Otto Eichenlaub
Otto Eichenlaub (* 26. Januar 1898 in Ottersheim bei Landau; † 6. Mai 1954 in Hambach) war ein deutscher Politiker (BVP/CDU) und Journalist.

## Leben und Beruf
Eichenlaub besuchte die Gymnasien in Landau und Speyer und nach dem Abitur die Handelshochschule Mannheim. Das Studium schloss er mit der Diplomprüfung ab. Er war
im Ersten Weltkrieg Soldat (zuletzt Leutnant). Nach dem Krieg studierte er Volkswirtschaft, Jura und Philosophie an den Universitäten Würzburg, Halle, Frankfurt am Main und Heidelberg. 1921 wurde er zum Dr. rer. pol. promoviert und erreichte einen Abschluss als Volkswirt. Ab 1922 hatte er eine leitende Tätigkeit im Personal- und handelswirtschaftlichen Büro der BASF und wurde 1925 Wirtschaftsredakteur bei den Zeitungen »Pfälzer Tagblatt«, »Pfälzische Rundschau« und »General-Anzeiger«. 1939 wurde er wegen regimegegnerischer Gesinnung als Journalist entlassen und Referent bei der IHK Ludwigshafen und dann Teilnehmer im Zweiten Weltkrieg als Zensuroffizier. Als solcher gehörte er dem Stabe des Feldmarschalls Erwin von Witzleben an und wurde so in den Aufstand vom 20. Juli 1944 verwickelt. Ab 1947 arbeitete er bei der Süddeutschen Bank in Ludwigshafen als Vermögensverwalter. 1953 trat er in den Ruhestand.
Im Studium war er an der Gründung der katholischen Studentenverbindung K.D.St.V. Churpfalz Mannheim im Cartellverband im Jahre 1920 beteiligt.
Eichenlaub war mit Erika geb. Burckhardt (1906–1967) verheiratet, die ebenfalls für die CDU in der Kommunalpolitik tätig war. Er ist der Vater der ehemaligen Landtagsabgeordneten des Saarlandes und Galeristin Monika Beck und der Großvater der ehemaligen baden-württembergischen Landtagsabgeordneten und Galeristin Julia Philippi.

## Politik
Bis 1933 war er Mitglied der BVP. 1945 wurde er Mitglied der CDU. 1945 bis 1947 war er als Nachfolger von Hans Hoffmann Oberregierungspräsident von Hessen-Pfalz bzw. Pfalz. Er war Mitglied der Gemischten Kommission und 1946/47 Mitglied der Beratenden Landesversammlung des Landes Rheinland-Pfalz. Ebenso begleitete er Kronprinz Rupprecht von Bayern 1949 auf seiner Reise durch die Pfalz.
Daneben betätigte er sich als Porträtzeichner, Landschaftsmaler und Bildhauer.

## Ehrungen
- Komtur des päpstlichen Ordens des heiligen Gregor des Großen
- 1. Ehrendoktor der Theologischen Fakultät der Universität Mainz
- Träger der Kronprinz-Rupprecht-Medaille in Silber und Bronze

## Werke
- Eichenlaub, Otto: Deutsche Propaganda im Weltkrieg. - Ludwigshafen a. Rh. : Waldkirch, 1938